# Heeresversuchsanstalt Peenemünde

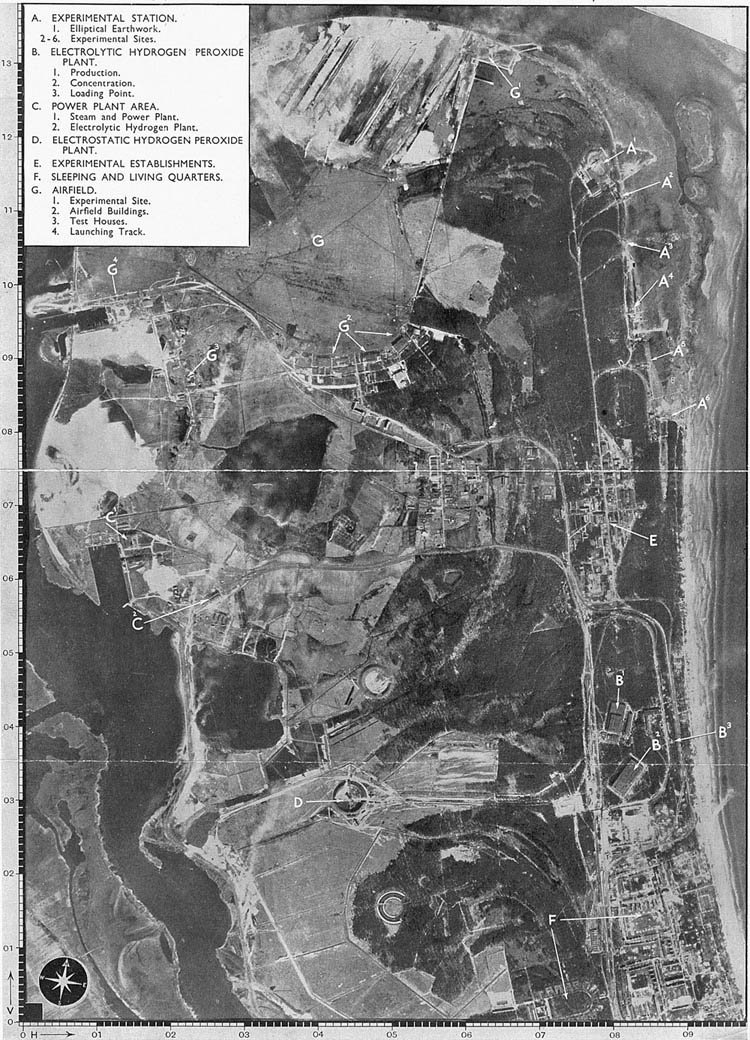
Britische Luftaufnahme der Heeresversuchsanstalt Peenemünde vom April 1943

Die Versuchsstelle des Heeres Peenemünde (kurz meist: Heeresversuchsanstalt Peenemünde, als solche HVP abgekürzt) war eine ab 1936 in Peenemünde-Ost errichtete Entwicklungs- und Versuchsstelle des Heeres, einer Teilstreitkraft der Wehrmacht. Unter dem Kommando von Walter Dornberger, seit Juli 1935 Chef der Raketenabteilung im Heereswaffenamt, und dem Technischen Leiter Wernher von Braun wurde in dem militärischen Sperrgebiet im Norden der Insel Usedom hauptsächlich die erste funktionsfähige Großrakete Aggregat 4 (A4, später ab November 1944 in der NS-Propaganda „Vergeltungswaffe V2“ genannt) entwickelt und getestet. Mit ihrem ersten erfolgreichen Flug am 3. Oktober 1942 war die ballistische Rakete das erste von Menschen gebaute Objekt, das in den Grenzbereich zum Weltraum eindrang. Allgemein gilt Peenemünde daher als „Wiege der Raumfahrt“.
Die Heeresversuchsstelle Peenemünde („Werk Ost“) wurde ab 1938 ergänzt von den Anlagen in Peenemünde-West („Werk West“, später Versuchsstelle der Luftwaffe Karlshagen). Der Forschungsbereich wurde als Entwicklungswerk bezeichnet. Anfang 1942 wurde die HVP in Heeresanstalt Peenemünde (HAP) umbenannt, ab Mitte 1943 zur weiteren Tarnung in Heimat-Artillerie-Park 11 Karlshagen (HAP 11). Im Zuge der Umwandlung von HAP 11 in eine Privatfirma im Juli 1944 wurde das Entwicklungswerk in Elektromechanische Werke GmbH Karlshagen (EMW) umbenannt und der Leitung von Generaldirektor Paul Storch, einem Vorstandsmitglied der Siemens & Halske AG, unterstellt, weiterhin mit Wernher von Braun als Technischem Direktor.:133–134 Die Elektromechanischen Werke GmbH war ein getarnter Betrieb des Reiches und wurde mit einem Stammkapital von 1.000.000 RM am 1. August 1944 beim Amtsgericht Wolgast unter Handelsregister-Abteilung B unter Nr. 31 bzw. unter der Nr. 0-0220-0057 im Zentral-Handelsregister eingetragen.
| Werksbezeichnungen der Heeresdienststelle         | Zeitraum                |
| Versuchsstelle Peenemünde a.U.                    | 05/1937 – 31.03.1938    |
| Heeresversuchsstelle Peenemünde a.U. (HVP)        | 01.04.1938 – 14.09.1941 |
| Heeresversuchsanstalt Peenemünde (HVP)            | 07.01.1942 – 31.05.1943 |
| Heeresanstalt Peenemünde (HAP)                    | 01.04.1938 – 14.09.1941 |
| Heimat-Artillerie-Park 11 Karlshagen (H.A.P. 11)  | 01.06.1943 – 31.07.1944 |
| Elektromechanische Werke GmbH Karlshagen (E.M.W.) | 01.08.1944 – 04/1945    |
| Versuchsplatz Karlshagen                          | 01.08.1944 – 02/1945    |
| Elektromechanische Werke Peenemünde GmbH (E.M.W.) | ab 05/1945              |
| Arbeitsgemeinschaft Peenemünde (A.G.P.)           | ab 10/1945              |

Ab Juni 1943 befand sich auf dem Areal ein KZ-Außenlager.:95 Die Produktion der A4-Rakete fand während der letzten beiden Jahre des Zweiten Weltkriegs im Mittelwerk in einer Stollenanlage im Kohnstein bei Niedersachswerfen mit dem angegliederten KZ Mittelbau-Dora statt.
Das Historisch-Technische Museum Peenemünde informiert über die damaligen Geschehnisse und die Geschichte des Ortes.

## Geschichte

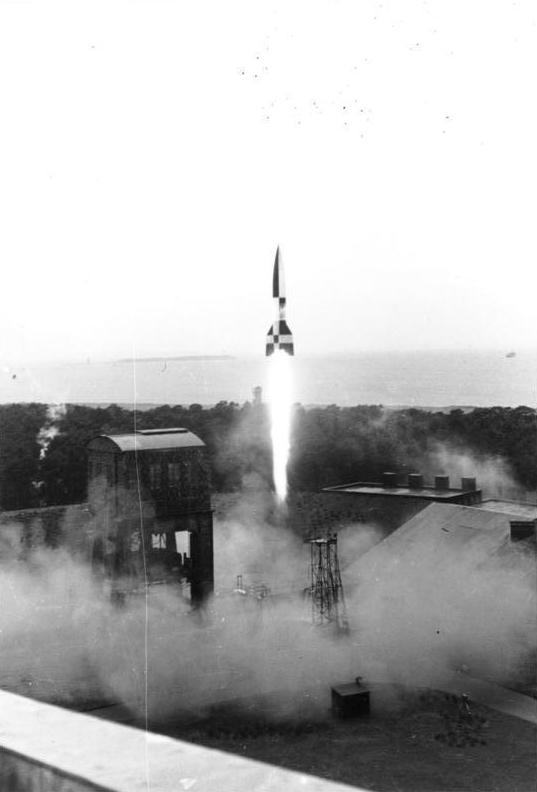
Start einer A4 vom Prüfstand VII, März 1942

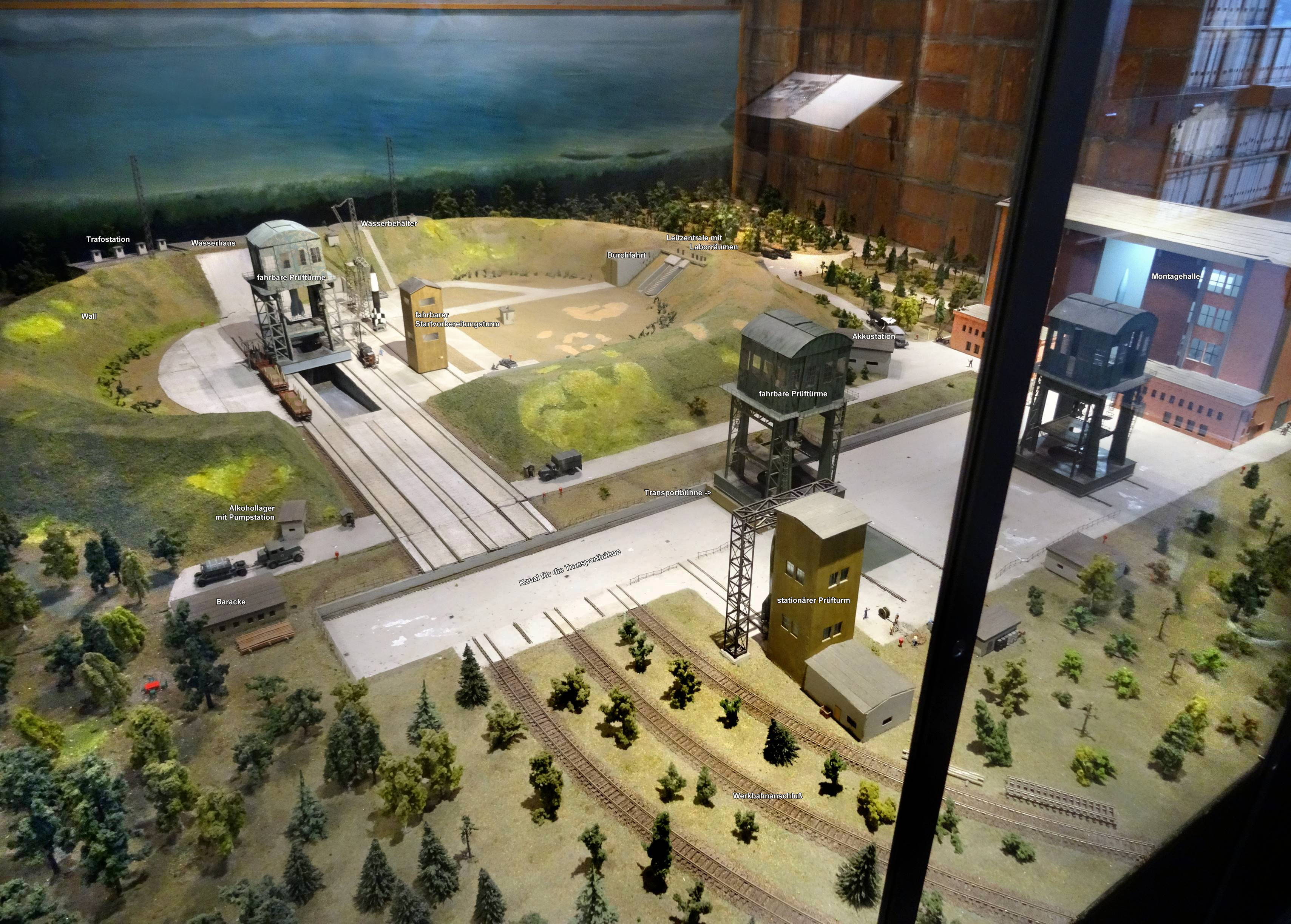
Modell des ehemaligen Raketenprüfstandes VII

### Entstehung
Die militärische deutsche Raketenentwicklung begann bereits Ende der 1920er Jahre in der Weimarer Republik. Von der Reichswehr finanziert, wurden in deutschen Firmen erste geheime Versuche zum Bau von Flüssigkeitsraketentriebwerken unternommen. Durch die Auflagen des Versailler Vertrags war Deutschland in der Entwicklung großkalibriger Artillerie eingeschränkt. Fernraketen waren zum Ende des Ersten Weltkriegs noch nicht absehbar, weswegen deren Entwicklung nicht ausdrücklich verboten wurde. In der Heeresversuchsanstalt Kummersdorf – einem abgegrenzten, der Truppe nicht zugänglichen Teil des Truppenübungsplatzes Kummersdorf – wurden Teststände für Brennversuche mit Raketenöfen eingerichtet.
Da in Kummersdorf keine großen Raketen gestartet werden konnten, musste ein geeigneteres Gelände gefunden werden. Major Walter Dornbergers Projektabteilung „Wa Prüf 11“ führte diese Standortsuche durch und wurde in den Weihnachtstagen 1935 fündig. Angeblich soll die Mutter von Wernher von Braun als gebürtige Anklamerin den Tipp für Peenemünde an der Nordspitze Usedoms gegeben haben. Der „Peenemünder Haken“, an dem schon der schwedische König Gustav II. Adolf im Dreißigjährigen Krieg gelandet war, liegt nördlich von Zinnowitz beim Fischerdorf Peenemünde, die Gegend war einsam und bot die Möglichkeit, längs der Pommerschen Küste in Richtung Ostnordost Raketen abzuschießen und deren Flug von der Insel Ruden bis zu 400 km zu beobachten.
Im Frühjahr 1936 konnte nach einer Besichtigung des Raketenprojekts in Kummersdorf der Oberbefehlshaber des Heeres Generaloberst Werner von Fritsch überzeugt werden. Im April gelang es auch, die Luftwaffe an dem Projekt zu beteiligen, da General Albert Kesselring ursprünglich aus dem Heer stammte. Aus Mitteln des Reichsluftfahrtministeriums wurde für 750.000 RM der wesentlichste Teil Gelände erworben; Heer und Luftwaffe wollten sich die Projekt- und Betriebskosten teilen.
Ab Sommer 1936 begann die Errichtung der Anlagen im Stil üblicher Luftwaffenstützpunkte und Fliegerhorste. Das Gelände wurde mit 79 km Schienen, drei Häfen und zahlreichen Straßen infrastrukturell erschlossen; zwischen 1937 und 1940 wurden etwa 550 Mio. RM in die Heeresversuchsanstalt investiert. Im Rahmen der Aufrüstung der Wehrmacht wurden für eines der größten geheimen Militärprojekte zur Zeit der NS-Diktatur 70 Prozent der Häuser abgerissen und vom alten Peenemünde mit seinen reetgedeckten Fischerhäusern blieb so gut wie nichts mehr übrig. Bereits im Mai 1937 konnte das Heer die ersten 90 Mitarbeiter von Kummersdorf nach Peenemünde ins „Werk Ost“ verlegen, 1938 folgte die Luftwaffe ins „Werk West“. Das „Werk Süd“ diente der Produktion und beinhaltete das Versuchsserienwerk mit den zwei großen Fertigungshallen F1 und IW (Instandsetzungswerkstatt). Die durch die Firma Dyckerhoff & Widmann AG errichtete 248 Meter lange Halle F1 war mit ihren 120 Metern Breite eine der damals größten Montagehallen ohne Zwischenstützen. Ferner war eine Materiallagerhalle mit einer Grundfläche von 180 mal 95 Metern und einer Höhe von 18 Metern geplant. Bedingt durch Materialknappheit und die Verlagerung der Produktion an andere Standorte wurden nur Bodenplatte und Gleisanschluss fertiggestellt.
Die wichtigste Startrampe für die A4 war der von Kurt Heinrich Debus geleitete Prüfstand VII. Von Peenemünde aus erfolgten nur Versuchsstarts ohne Sprengstoff, da sowohl der Flugkörper Fieseler Fi 103 „V1“ als auch die ballistische Rakete A4 eine zu geringe Reichweite aufwiesen, um von Peenemünde aus geeignete feindliche Ziele erreichen zu können.

### Zwangs- und Fremdarbeiter
Für die Heeresversuchsstelle Peenemünde existierte von Juni bis Oktober 1943 ein Außenlager des KZ Ravensbrück. Die Montage der A4-Raketen sollte mit Hilfe von KZ-Häftlingen in der Fertigungshalle F1 des Peenemünder Versuchsserienwerks erfolgen, in deren Untergeschoss 600 Häftlinge untergebracht wurden.:218 Der Technische Direktor der Anstalt, Wernher von Braun, bezeichnete dieses Lager als Häftlingslager F1.:115 Dafür wurden in den KZ Buchenwald und Sachsenhausen entsprechende Fachkräfte ausgewählt, die in der ab 1. Oktober 1943 in Peenemünde geplanten A4-Serienproduktion eingesetzt werden sollten. Da diese Arbeitskräfte als „qualifiziert“ galten, wurden sie hier wesentlich besser behandelt als ihre Leidensgenossen in anderen Lagern. Die Bewachung des KZ-Arbeitslagers Karlshagen II erfolgte durch SS-Wachmannschaften, während der eigentlichen Arbeiten wurden sie durch das zivile Werkspersonal beaufsichtigt.
Zusätzlich gab es ein zweites KZ-Arbeitslager (Karlshagen I) für die Dienststelle der Luftwaffe, ein Kriegsgefangenenlager in Karlshagen und eines für sowjetische Offiziere in Wolgast. Insgesamt waren dort etwa 1400 Zwangsarbeiter untergebracht, zeitweise noch mehr. Zu diesen kamen mehr als 3000 „Ostarbeiter“ aus der Ukraine und Zivilarbeiter aus Polen. Zudem waren tschechische, holländische und italienische Vertragsarbeiter und französische Zivilarbeiter eingesetzt.
HVP-Leiter Walter Dornberger zum Einsatz von Zwangsarbeitern in der Anstalt im von ihm unterzeichnetem Besprechungsprotokoll vom 4. August 1943: „Das Verhältnis der deutschen Arbeiter zu den KZ-Häftlingen soll 1:15, höchstens 1:10 betragen“.:20

### Bombardierung und Untertageverlagerung

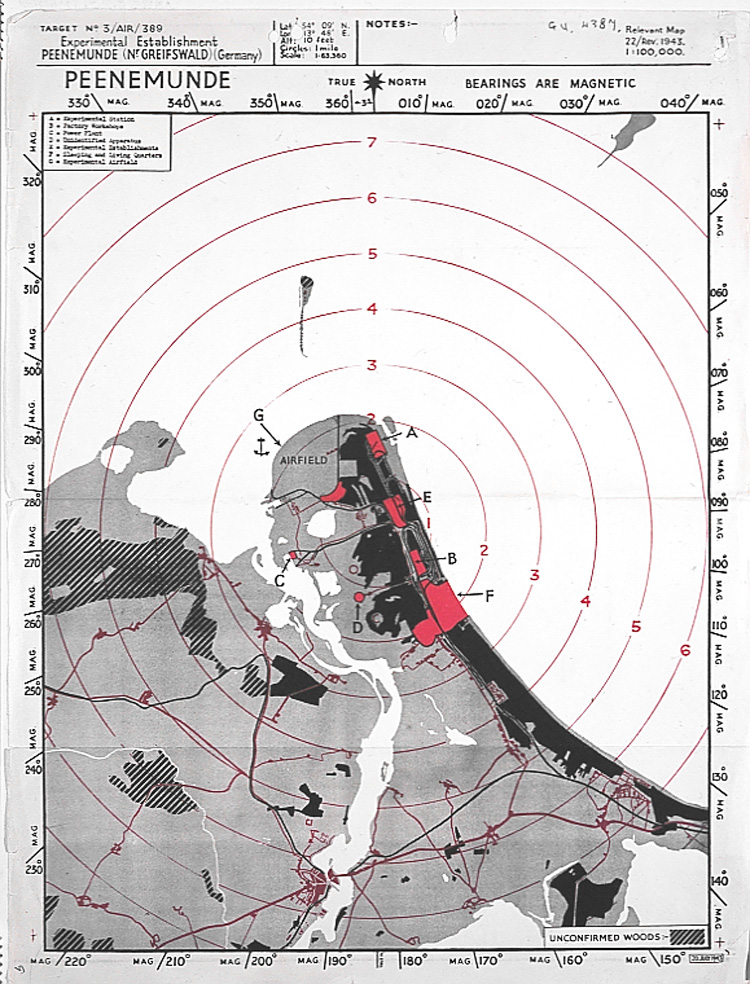
Britischer Angriffsplan der Operation Hydra, Zielpunkt F: Schlaf- und Wohnquartiere

Die Briten, die auf das Projekt schon nach der Rede Hitlers am 19. September 1939 im Artushof in Danzig sowie aufgrund des Oslo-Reports von Hans Ferdinand Mayer am 5. November 1939 über eine neuartige Angriffswaffe aufmerksam geworden waren, versuchten erst spät, es mit der „Operation Hydra“ in der Nacht vom 17. zum 18. August 1943 zu zerstören. Zu den Hauptzielen gehörte die Tötung der Wissenschaftler in ihren Unterkünften, dies belegt das im Angriffsplan eingezeichnete Ziel, Punkt F: „Schlaf- und Wohnquartiere“. Der Bombenteppich der RAF verfehlte das Zielgebiet etwas und traf teilweise das „Werk Süd“, doch vorwiegend das Gebiet der Wohnsiedlung Karlshagen und das Gemeinschaftslager Trassenheide. Südlich des Heeresgutsbezirks Peenemünde war im Wald zwischen Karlshagen und Trassenheide das Gemeinschaftslager der Deutschen Arbeitsfront Trassenheide gebaut worden, in dessen 42 Unterkunftsbaracken in den Jahren 1942/43 etwa 4.000 Menschen lebten. Es wird heute auch vielfach fälschlich als Zwangsarbeiterlager Trassenmoor bezeichnet, obwohl eine große Anzahl von Baracken von deutschen Bauarbeitern und zum Kriegshilfsdienst verpflichteten Handwerkern belegt wurde. Die Belegung dieses Lagers wechselte ständig und der Status der Personen ist oftmals unklar. So lebten hier z. B. Tschechen, Niederländer und Italiener, die von den zuständigen Heimatarbeitsämtern zur Arbeit in Deutschland vermittelt wurden. In einigen Baracken hatte man zeitweise ukrainische Ostarbeiter untergebracht. Für polnische Arbeiter wurde auf dem Gelände das etwas separat gelegene Polenlager 2 errichtet.:40 Bei dem Bombenangriff wurden allein im Lager Trassenheide 294 Personen (97 Deutsche, 131 Ausländer und 66 Personen unbekannter Nationalität) getötet.:90 Insgesamt kamen durch den britischen Luftangriff am Boden mindestens 703 Menschen zu Tode.:111

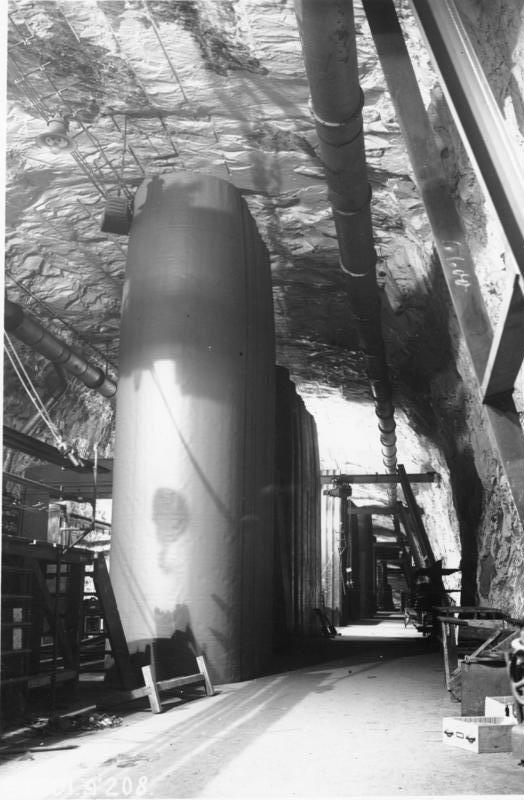
Unterirdisch verlagerte Produktion der „V2“, Stollen im Kohnstein, KZ Dora-Mittelbau, Mittelwerk GmbH, A4-Flugkörper-Rümpfe 1945

Teile der Versuchsanlagen wurde nach dem britischen Luftangriff schnell in unterirdische Produktionsstätten (hauptsächlich die Stollenanlage im Kohnstein im Harz) verlegt, dort lief die Serienfertigung an. „Direktor Rudolph übernimmt die Einrichtung des Mittelwerks“, lautet der Eintrag in der Chronik des Versuchsserienwerks Peenemünde am 8. September 1943. Zunächst wurden die Maschinen der Montagehalle abtransportiert. Chronik-Vermerk unter dem 13. Oktober 1943 lakonisch: „Abzug“ auch der Häftlinge.:124
Die dort später hergestellten Raketen wurden mit der Reichsbahn nach Peenemünde oder für die Truppenausbildung nach Blizna (Heidelager) und der Tucheler Heide (Heidekraut) verbracht und von dort zu Erprobungszwecken verschossen. Die für den Kriegseinsatz ab September 1944 bestimmten A4-Raketen wurden dann an die dafür vorgesehenen Heeres-Munas ausgeliefert und von dort aus zusammen mit den laborierten Gefechtsspitzen für die Fernraketenbatterien der Wehrmacht und Waffen-SS ins Einsatzgebiet transportiert.
Die allgemeinen Fertigungsstätten für Teile der A4 waren über ganz Deutschland und Österreich verstreut: Unter dem Tarnnamen „Lager Rebstock“ bei Dernau an der Ahr wurden in Untertageverlagerung im ehemaligen Eisenbahntunnel Bodenanlagen und Fahrzeuge für die Rakete produziert, weitere Beispiele sind die Firmen Gustav Schmale in Lüdenscheid, in der Teile der Brennkammer gefertigt wurden und die Accumulatoren Fabrik AG (AFA) in Hagen-Wehringhausen, die spezielle Akkumulatoren lieferte. Anfang 1944 wurde im KZ-Nebenlager Redl-Zipf auf dem Gemeindegebiet von Neukirchen an der Vöckla der Betrieb eines Triebwerksprüfstands aufgenommen.
Nicht nur das Fertigungswerk sollte im Herbst 1943 aus Peenemünde verlagert werden. Im September erhielt Kammler den Auftrag, bei Ebensee im Salzkammergut eine Stollenanlage erstellen zu lassen, die das Peenemünder Entwicklungswerk aufnehmen sollte (Deckname „Kalk“, später „Zement“). Als Arbeitskräfte für den im November 1943 begonnenen Ausbau wurden ebenso wie bei den Stollen im Kohnstein Tausende von KZ-Häftlingen eingesetzt. Es wurde dafür das KZ Ebensee eingerichtet. Da sich bei den Schachtarbeiten jedoch immer wieder Verzögerungen ergaben, wurde im Sommer 1944 der Plan, das Entwicklungswerk von Peenemünde in die Alpen zu verlagern, fallengelassen. Stattdessen entschied man im Rüstungsministerium, die Anlage „Zement“ zur Produktion von Panzergetrieben und zur Errichtung einer unterirdischen Erdölraffinerie zu nutzen.
Es gab 1943 insgesamt vier Orte zur A4-Serienfertigung; die KZ-Häftlinge kamen für die Heeresversuchsstelle Peenemünde (ab Juni) aus dem KZ Buchenwald, bei den Friedrichshafener Zeppelinwerken (ab Juni/Juli) aus dem KZ Dachau, bei den Rax-Werken in Wiener Neustadt (ab Juni/Juli) aus dem KZ Mauthausen sowie dem Demag-Panzerwerk am Stadtrand von Berlin, früheres RAW Falkensee/Albrechtshof der Deutschen Reichsbahn (ab März) aus dem KZ Sachsenhausen.:106 Der militärische Leiter der HVP Dornberger unterschrieb dazu ein Protokoll einer Besprechung mit Gerhard Degenkolb und Kunze mit dem Inhalt, dass die Serienfertigung in allen vier Werken „grundsätzlich mit Sträflingen durchgeführt werde“.:106–107
Mit der zunehmenden Gefahr durch Luftangriffe – die Peenemünder Anlagen wurden 1944 noch dreimal von Bombern der USAAF angegriffen; am 18. Juli sowie am 4. und 25. August – mussten die Häftlinge des KZ-Arbeitslagers Karlshagen I in unmittelbarer Nähe der Erprobungsstelle der Luftwaffe einen Hochbunker aus Stahlbeton errichten. Dieser Luftschutzbunker entsprach vom Aufbau her dem sogenannten Truppenmannschaftsbunker T 750 der Kriegsmarine.:137 Das Kommando „Bunkerbau“ bestand aus 400 Häftlingen. Der Einsatz dieses Kommandos wird von Zeitzeugen als der brutalste beschrieben. Insgesamt 295 Tote sind dokumentiert.
Das US-amerikanische OSS bzw. britische SOE stand ab 1943 mit der österreichischen Widerstandsgruppe rund um Kaplan Heinrich Maier in Verbindung. Dadurch gelangten die exakten Zeichnungen der V2-Rakete sowie Lageskizzen von Waffenfabrikationsanlagen an alliierte Generalstäbe, um damit alliierten Bombern genaue Luftschläge zu ermöglichen.
Am 20. Mai 1944 wurden Teile einer abgestürzten A4 von Mitgliedern der Polnischen Heimatarmee sichergestellt. Die wichtigsten Komponenten wurden zusammen mit den in Polen vorgenommenen Auswertungen in der Nacht vom 25. auf 26. Juli 1944 von einer Douglas DC-3 Dakota der RAF, die in der Nähe von Żabno gelandet war, nach Brindisi ausgeflogen (Operation Most III). Von dort aus kam das geheime Material nach London – lange bevor die erste A4-Rakete dort einschlug. In Peenemünde wurden weiterhin A4-Raketen – bald auch „V2“ genannt – getestet, trotz der drei weiteren Luftangriffe auf die HVP im Jahr 1944.
Am 1. August 1944 ist die Teilprivatisierung der Heeresversuchsanstalt unter der Ägide des Siemenskonzerns realisiert worden.

### Hoffnung auf die Wunderwaffe
Adolf Hitler versprach in seiner letzten Rundfunkrede am 30. Januar 1945, trotz der sich abzeichnenden Kriegsniederlage, immer noch den Endsieg durch einen verstärkten Einsatz von „Wunderwaffen“, zu denen auch die „V2“ gehörte. Schon 1943 hatte die NS-Propaganda als Erwiderung der alliierten Luftangriffe auf deutsche Städte die Bombardierung Englands mit „Vergeltungswaffen“ angekündigt, um die Moral der deutschen Bevölkerung und den Kampfgeist der Soldaten aufrechtzuerhalten. Mit ständigen Beschwörungen von der Wirksamkeit der neuen „Wunderwaffen“ propagierte das NS-Regime den Glauben, die Wehrmacht habe mit neuen überlegenen Waffensystemen ein technologisches Mittel in Händen, um die Wende im Krieg doch noch herbeiführen zu können. Allerdings schlug die nach dem Einsatz der „Vergeltungswaffen“ kurzzeitig entstandene euphorische Stimmung der Bevölkerung im Sommer 1944 bald in Skepsis um, als die V-Raketen nicht die erwarteten spürbaren Erfolge erzielen konnten.

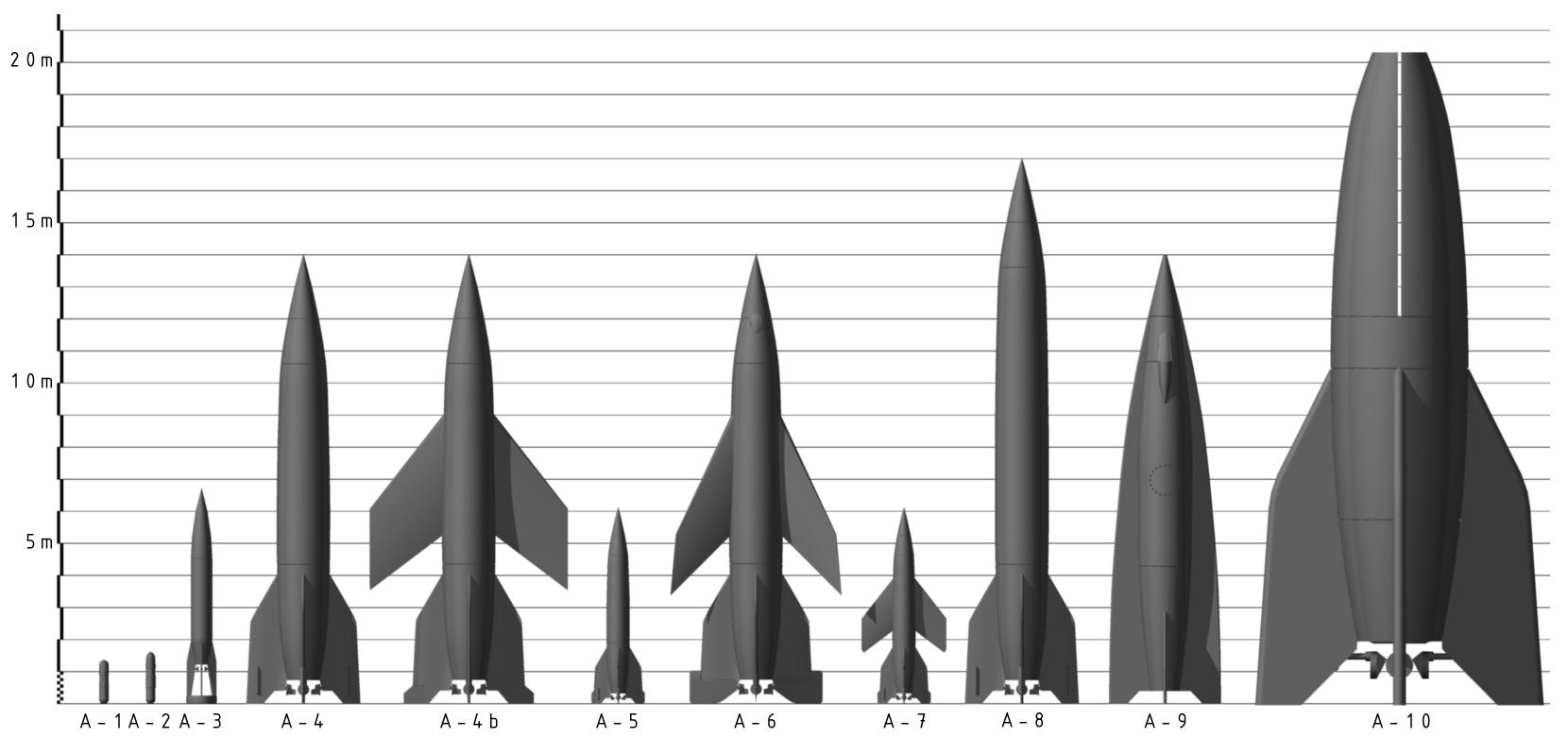
Größenvergleich der verschiedenen geplanten Aggregate, mit deren größten Varianten Angriffe auf Amerika möglich werden sollten

Warum die von Joseph Goebbels propagierte Bezeichnung „Vergeltungswaffe“ für die A4-Rakete eine bewusste Täuschung war, zeigen die Äußerungen von Walter Dornberger Ende März 1942, lange bevor die erste „V1“ in London einschlug: Der Raketeneinsatz sei derart geplant, dass „bei Tag und Nacht in unregelmäßigen Abständen, unabhängig von der Wetterlage, sich lohnende Ziele wie London, Industriegebiete, Hafenstätte, pp. unter Feuer genommen werden“. Zuvor hatte er schon, als er im Juli 1941 für die neue Waffe warb, auf die „nicht mehr vorhandene Luftüberlegenheit“ hingewiesen. Damit nahm er ganz klar Bezug auf die verlorene Luftschlacht um England. Bereits ab Ende 1939 ging es schon dem Entwurf nach in der Sache um eine Kriegsrakete.:77
Am 8. Februar 1945 gelang dem sowjetischen Kriegsgefangenen Michael Dewjatajew mit einer Gruppe von zehn Häftlingen in einem deutschen He-111-Flugzeug die Flucht vom Gelände der Heeresversuchsanstalt. Bis zur Einstellung des Startbetriebs am 21. Februar 1945 sind in Peenemünde und auf der zur Versuchsstelle gehörenden Insel Greifswalder Oie 282 Raketen gestartet worden, davon 175 vom Prüfstand VII (siehe Liste der Versuchsstarts). Hauptsächlich zum Zweck der Ausbildung der Raketeneinheiten und aus Tarnungsgründen wurden zahlreiche Versuchsstarts der A4-Rakete in Blizna und in der Tucheler Heide durchgeführt. Walter Dornberger suchte danach noch nach weiteren Orten zum Aufbau einer Versuchsstation und zur Ausbildung von Soldaten an der Raketenwaffe, unter anderem in den Wäldern bei Wolgast, im Weserbergland und in der Nähe von Liebenau bei Nienburg, allerdings kam es in der Nähe dieses Orts Anfang April 1945 zu nur noch zwei Versuchsstarts.

### Evakuierung und Nachkriegsjahre
Am 17. Februar 1945 begann die Räumung des Geländes. Die Evakuierung von Mitarbeitern und Material konnte bis Anfang März mit umfangreichen Transporten in die Umgebung der Mittelwerk GmbH am Südharz abgeschlossen werden, u. a. nach Nordhausen, Bleicherode und Bad Sachsa. Zeitgleich ab Februar begann die SS, die Häftlingslager zu räumen und organisierte Transporte in die Außenlager Mittelbau-Dora, Barth und Ellrich-Juliushütte. Ab April zwang die SS die restlichen Männer in Todesmärsche. Peenemünde und die Heeresversuchsanstalt wurden am 4. Mai 1945 von sowjetischen Truppen besetzt. Diese demontierten die größtenteils noch erhaltenen Anlagen bis 1946 und transportierten sie überwiegend über den Hafen Swinemünde in die UdSSR. Nicht demontierte Anlagen wurden durch eine deutsche Firma gemäß Beschluss des Alliierten Kontrollrats gesprengt. Die „Sowjetische Militäradministration“ für Mecklenburg legte fest, dass die Baumaterialien den Neubauern kostenfrei zur Verfügung gestellt wurden.
1945 bis 1952 war Peenemünde sowjetischer Marine- und Luftwaffenstützpunkt. 1952 erfolgte die Übergabe des Stützpunktes an die NVA der DDR unter anderem als Marinestützpunkt der 1. Flottille der NVA.
Bis 1990 war der gesamte nordwestliche Bereich der Insel Usedom bis hinunter nach Karlshagen Sperrgebiet der NVA, die dort einen wichtigen Militärflugplatz betrieb. Der schon zur einstigen Erprobungsstelle der Luftwaffe gehörende Flugplatz wurde 1961 erweitert, so dass er von Strahlflugzeugen des „Jagdfliegergeschwaders 9“ der Luftstreitkräfte der NVA genutzt werden konnte. Nach der Wiedervereinigung Deutschlands erfolgte 1993 die Auflösung des Truppenstandortes. Die Bundeswehr betreibt eine raketentechnisch vergleichbare Nachfolgeeinrichtung mit der Erprobungsstelle Wehrtechnische Dienststelle 91 auf dem ehemaligen Krupp’schen Schießplatz Meppen. Private technisch vergleichbare Einrichtungen betreibt die Rheinmetall AG auf dem werkseigenen Schießplatz in Unterlüß.

## Anlage

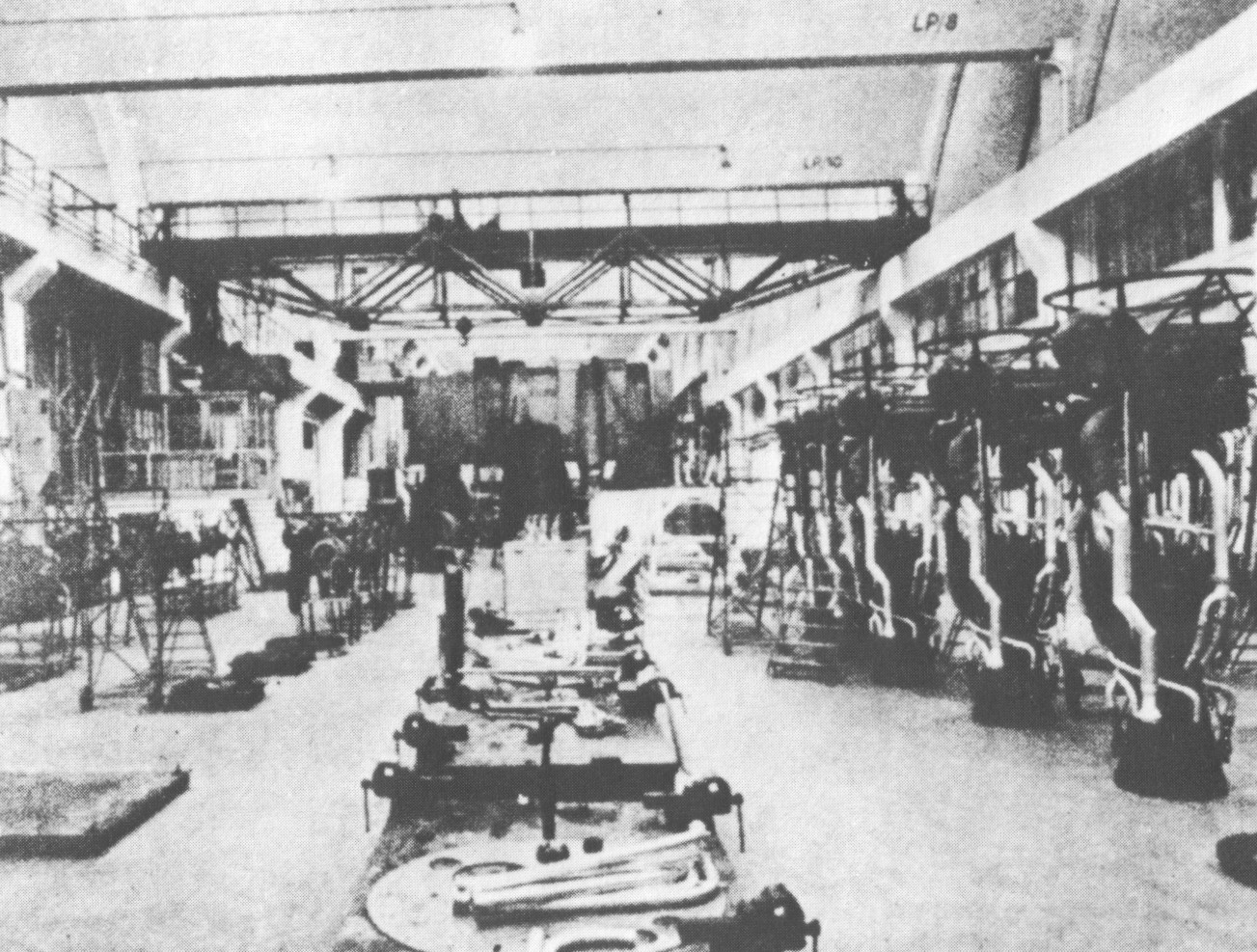
Montagehalle für „V2“-Triebwerke im Versuchsserienwerk Peenemünde

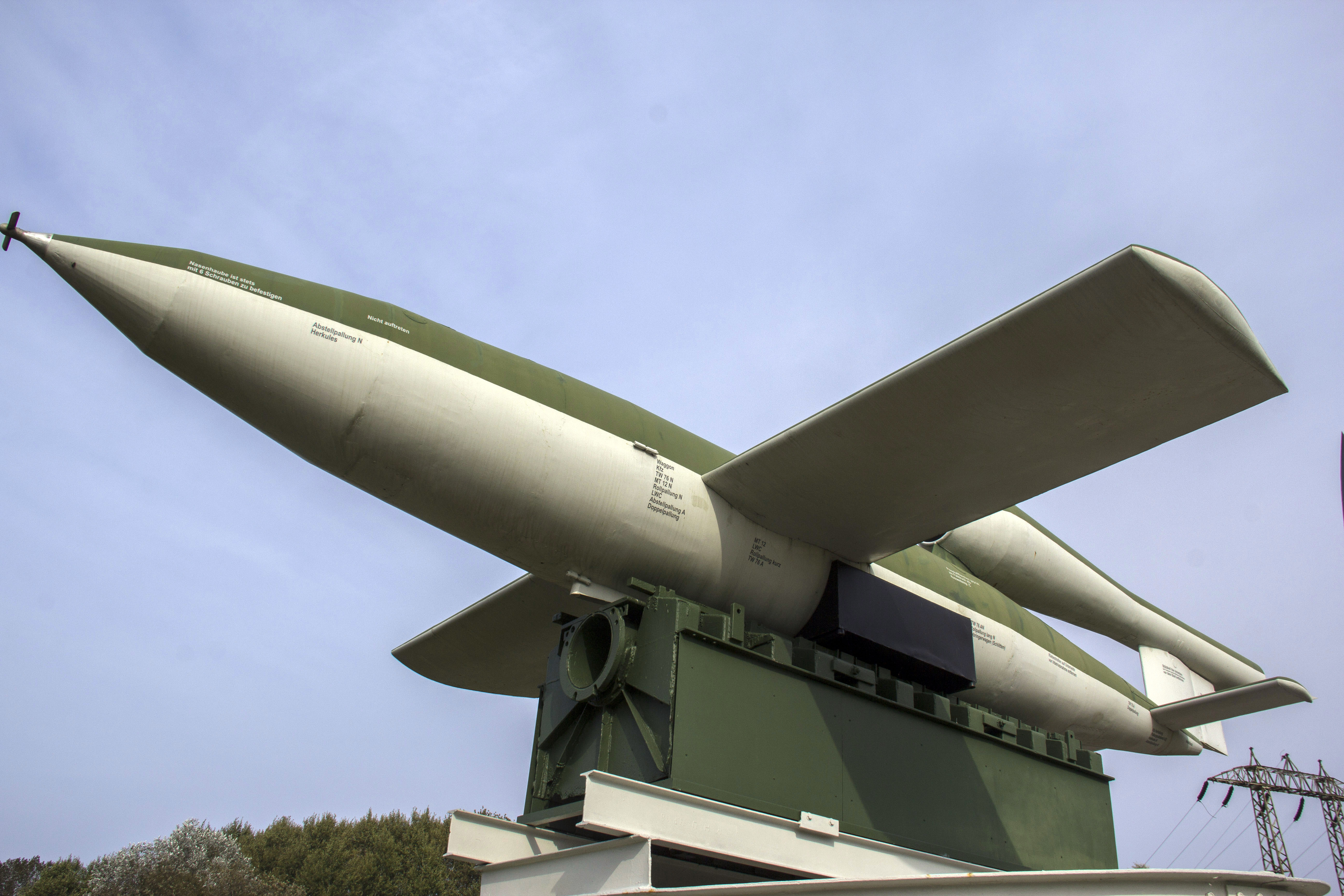
V1 in der Freianlage

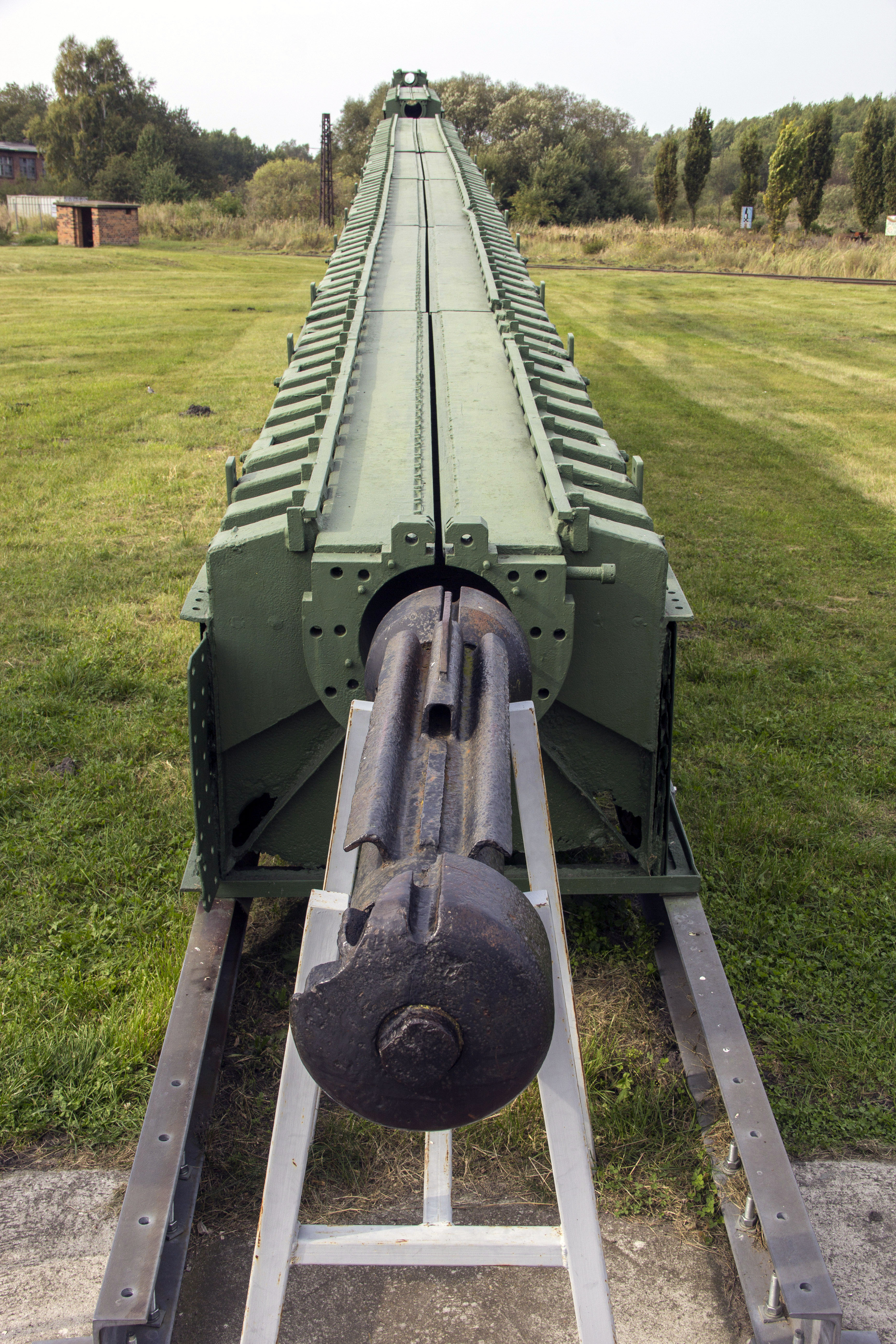
Abschussrampe der V1

Das Areal der Versuchsanstalten in Peenemünde auf dem Peenemünder Haken ist Teil der seinerzeit vorangetriebenen Militarisierung der Ostseeinsel Usedom. Direkt zur Versuchsanstalt gehörten Erprobungsstellen für Fernlenkbomben nahe Zinnowitz und Garz. Daneben existierten Auslagerungen nahe Neuendorf und Pudagla.
Zur Sicherung der HVP wurden Küsten- und Flakbatterien an der Außenküste in Peenemünde, Karlshagen, Zempin, Ückeritz, Swinemünde sowie landseitig am Zerninsee, in Korswandt und Neuendorf sowie Flak in Ahlbeck, Garz/Neverow, Dargen, Prätenow, Katschow und Mellenthin errichtet. Logistische Unterstützung erbrachte der Reichsarbeitsdienst in Karlshagen, Bannemin, Zinnowitz, Ahlbeck, Korswandt, Kaseburg, Usedom, Mellenthin und Labömitz. Munitionsanstalten (kurz Munas) wurden in der Mellenthiner Heide, in Swinemünde und in Kaseburg errichtet.
Auf den beiden höchsten seeseitigen Erhebungen – dem Streckelsberg bei Koserow und dem Langen Berg bei Bansin – wurden Beobachtungspunkte errichtet, von denen aus die Flugbahnen der A4-Raketen mit Spezialkameras mit 1000-mm-Objektiven aufgezeichnet und vermessen werden konnten. Im Messturm Koserow befand sich darüber hinaus die stationäre Empfangsanlage für das Peenemünder Telemetriesystem Messina. Der Beobachtungsbunker Langer Berg wurde nach dem Krieg gesprengt, die nach der versuchten Sprengung erhalten gebliebenen Reste des Bunkers auf dem Streckelsberg Mitte der 1990er Jahre beseitigt.
In Betrieb ist noch die Bahnstrecke Zinnowitz–Peenemünde, die einst den Beschäftigten der Heeresversuchsanstalt als Verkehrsmittel diente. Allerdings wird sie nicht mehr (wie von 1943 bis zum 21. April 1946) elektrisch mit Gleichstrom von 1200 Volt und Oberleitung betrieben. Die Wagen gelangten als Peenemünder Schnellbahnzüge zur Berliner S-Bahn und wurden bis 1952 in die bestehenden Baureihen integriert. Ein Trieb- und Steuerwagen gelangte nach Kriegsende zur Isartalbahn und in Folge zur Deutschen Bundesbahn. Dieser Trieb- und Steuerwagen ist seit 2007 nach aufwändiger Restaurierung im Freigelände des Historisch-Technischen Museums Peenemünde zu sehen.
Noch immer erkennt man die einstigen Bahnsteige der Werkbahn. Sie sind in Form von Betonmauern aus Fertigelementen neben der Bahnlinie erhalten. Zum Teil mussten sie gekippt werden, um den breiteren modernen Zügen die Durchfahrt zu ermöglichen.
Am Ortseingang von Peenemünde befindet sich die Ruine des Sauerstoffwerks. In dieser Anlage wurde ab Sommer 1942 nach dem Claude-Heylandt-Verfahren der als Oxidator für den Antrieb der A4 benötigte Flüssigsauerstoff aus der Luft gewonnen. Vom Prüfstand VII, dessen Areal noch immer nicht für die Öffentlichkeit zugänglich ist, sind nur noch die Umwallung, die Betonplatte, auf der die Startversuche stattfanden, und der Abgaskanal für statische Brennversuche, in dem sich ein Teich befindet, vorhanden.

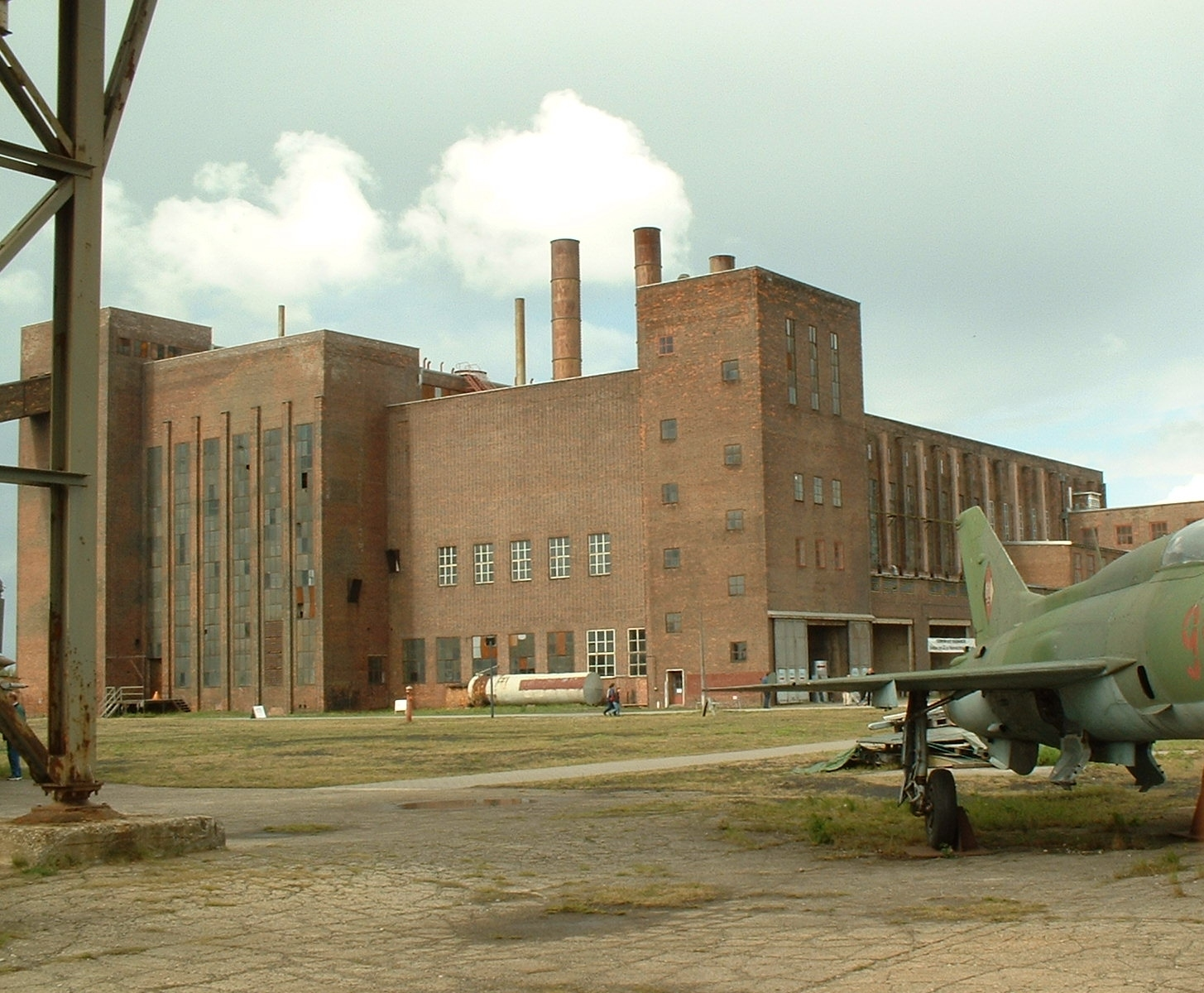
Das Kraftwerk Peenemünde 2003

Alleine das Kraftwerk Peenemünde blieb bis 1990 in Betrieb. Es dokumentiert in seiner Architektur wie in seiner Funktionsweise anschaulich den totalitären Anspruch des NS-Staates, verdeutlicht aber die Dimensionen und den technischen Standard der ehemaligen Versuchsanstalten. Zwischen 20 und 25 der erzeugten 30 Megawatt Leistung gingen an das Sauerstoffwerk. Das Kohlekraftwerk Peenemünde gehörte zu den größten im Deutschen Reich. Im ehemaligen Kraftwerk ist ein Teil des „Historisch-technischen Museums“ untergebracht, welches an die Anfänge der modernen Raketentechnik erinnert, Ankerpunkt der Europäischen Route der Industriekultur (ERIH) ist, aber auch dem Mythos der Raketen das Leid der Opfer gegenüberstellt.
Zwischen Peenemünde und Karlshagen überquert eine zweikreisige 110-kV-Drehstrom-Freileitung die Peene, deren 75 Meter hohe Masten sehr weit sichtbar sind. Diese Leitung wurde zu Beginn der 1950er Jahre gebaut, um den im Wärmekraftwerk Peenemünde erzeugten Strom, der in dieser Menge auf Usedom nicht verbraucht wurde, effektiv zum Festland abzuführen. Später wurde von dieser Leitung eine Stichleitung zum Umspannwerk Karlshagen errichtet. Nach der Stilllegung des Kraftwerks 1990 wurde die 110-kV-Freileitung vom Abzweig der Stichleitung nach Karlshagen zum Kraftwerk Peenemünde abgebaut, so dass die über die Peene führende 110-kV-Drehstromleitung nur noch das Umspannwerk Karlshagen speist. Erhalten sind ferner die Fragmente des großen Flakbunkers südwestlich des Flugplatzes.

## Historische Bedeutung

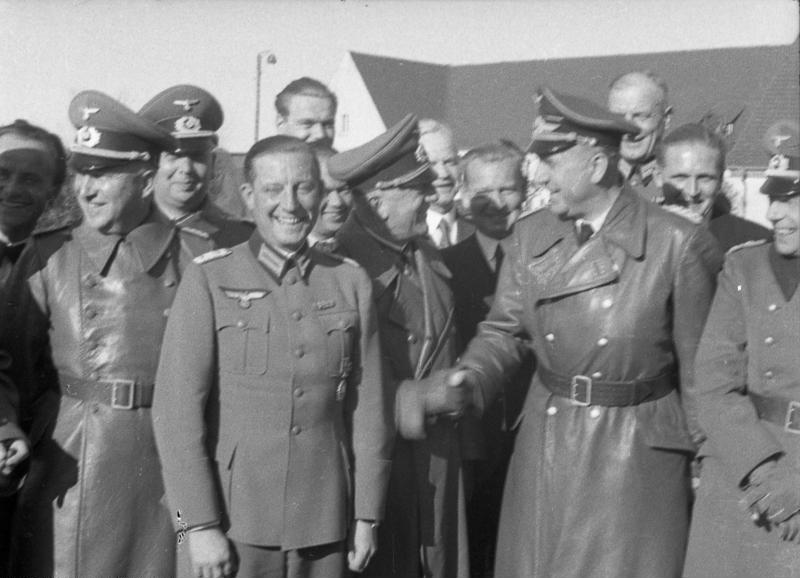
Peenemünde im Frühling 1941, Leeb, Todt, Lübke (Mitte/Hinten), Walter Dornberger

V2-Explosion in der Camberwell Road, London, etwa 1944

In Peenemünde wurden zahlreiche technische Pionierleistungen vollbracht: Es wurde nicht nur die erste Großrakete gestartet, die in den Weltraum vorstoßen konnte, sondern es wurde auch die erste Anlage des industriellen Fernsehens zur Übertragung der Raketenstarts in den Kontrollbunker installiert. Allerdings wurde dieser technische Fortschritt im wahrsten Sinne des Wortes mit Blut bezahlt; allein die Errichtung und die anschließende Produktion der V2 im Mittelbau-Dora kostete rund 20.000 Häftlinge das Leben. Durch den militärischen Einsatz der V2 selbst kamen etwa 8000 überwiegend zivile Personen ums Leben.
Oberster Bauleiter der Versuchsanstalt war zeitweilig der spätere Bundespräsident Heinrich Lübke. Zumindest ein Teil der 1400 auf Usedom lebenden Häftlinge ist direkt der „Baugruppe Schlempp“, bei der Lübke angestellt war, zugewiesen worden. Lübke führte eigenständig ein Häftlingskommando und hat auch selbst Zwangsarbeiter bei der Leitung der Anstalt angefordert. Den beteiligten Wissenschaftlern war der Einsatz von KZ-Häftlingen bekannt. Ein wichtiges Originaldokument dazu findet sich in der Entstehungsgeschichte der Versuchsserienwerkes Peenemünde. Band V. 1943: Der Technische Direktor des Versuchsserienwerks Peenemünde, Arthur Rudolph, später Direktor des Entwicklungsprogramms der Saturn V, äußert sich in einer Aktennotiz vom 16. April 1943 anlässlich einer Besichtigung des Häftlingseinsatzes bei den Heinkel-Werken in Oranienburg vom 12. April 1943 detailliert über die Lebens- und Arbeitsbedingungen der hier eingesetzten 4000 KZ-Häftlinge. Er bemerkt, dass sich dieses System dort „gut bewährt“ habe, „wie auch überhaupt der Häftlings-Einsatz gegenüber dem früheren Einsatz von Ausländern erhebliche Vorteile bietet, da insbesondere alle nichtarbeitseinsatzmäßigen Aufgaben von der SS übernommen werden und die Häftlinge die größere Sicherheit für die Geheimhaltung bieten“. Für das Peenemünder Versuchsserienwerk kommt er daher zu der Einschätzung: „Der Betrieb der F1 kann mit Häftlingen durchgeführt werden.“.
Das Historisch-Technische Museum Peenemünde beschreibt:

„Die Ambivalenz der Nutzung modernster Technologie wird an der Anlage deutlich wie an kaum einem anderen Ort. Die Forschung diente von Beginn an nur einem Ziel: Hochtechnologie sollte militärische Überlegenheit schaffen. An kaum einer anderen historischen Stätte sind Nutzen und Risiken technischen Fortschritts offensichtlicher miteinander verwoben als in Peenemünde.“

Peenemünde (inklusive seiner Ableger) blieb nicht der einzige Ort in Deutschland, von dem aus größere Raketen gestartet wurden. Im Wattengebiet von Cuxhaven (unter anderem Operation Backfire) und auf dem später zeitweiligen NVA-Übungsplatz auf der Halbinsel Zingst wurden Raketen gestartet. Das demontierte Material und das Personal bildete sowohl in der UdSSR als auch im Westen die Grundlage der dortigen Raketenprojekte. In Frankreich war Peenemünder Personal an der Entwicklung der Atomstreitmacht beteiligt.
Im Rahmen der Operation Overcast konnten die USA im August 1945 insgesamt 127 Spezialisten aus Peenemünde für das US-amerikanische Raketenprogramm anwerben. Der prominenteste der nach dem Zweiten Weltkrieg in die USA emigrierten Experten aus Peenemünde war der Technische Direktor Wernher von Braun, der Mitte der 1960er Jahre die Mondrakete Saturn V für die NASA entwickelte und maßgeblich am Apollo-Programm zur ersten Mondlandung mitwirkte. Einige wenige andere Experten aus Peenemünde, wie Helmut Gröttrup und Erich Apel, wechselten zum sowjetischen Raumfahrtprogramm.
Die A4 war mit ihrem ersten erfolgreichen Flug am 3. Oktober 1942 mit einer Gipfelhöhe von 84,5 km das erste von Menschen konstruierte Objekt, das in den Grenzbereich zum Weltraum eindrang. Ein offizieller Festakt der deutschen Luft- und Raumfahrtindustrie in Peenemünde unter der Schirmherrschaft der damaligen Bundesregierung zum 50. Jahrestag dieses Erstfluges wurde aufgrund internationaler Proteste kurzfristig abgesagt. Die A4-Großrakete wurde im Ausland mit dem KZ Mittelbau-Dora in Bezug gebracht, in dem KZ-Insassen die Rakete in Serienfertigung bauten.:112